# Sur TV "l'image de merveilles"
Sur TV "l'image de merveilles" —en español: «Sur TV "la imagen de maravillas"»— es el segundo vídeo en vivo de la banda japonesa Malice Mizer. Es la publicación del especial de televisión en el que participó Malice Mizer, es un DVD recopilatorio de sus presentaciones del tour Pays de merveilles, "pays de merveilles ~Kūhaku no shunkan no naka de~" en el AKASAKA BLITZ, dos noches seguidas en el Hibiya yagai ongakudo, "deuxieme anniversaire ~Kareinaru fukkatsu geki~" y "pays de merveilles ~Kūhaku no shunkan no tobira~". A pesar de haber tenido lugar antes del concierto de merveilles l'espace este especial solo fue lanzado en el boxset La Collection "merveilles" en el año 2005. Contiene una entrevista sobre el cortometraje Verte Aile y una versión especial del PV de la canción au revoir.
El boxset alcanzó el número 64 en el ranking del Oricon Style Box Weekly Chart y se mantuvo durante una semana en la lista.

## Lista de canciones
| Lista de canciones |                                                                            |              |              |          |  |
| N.º                | Título                                                                     | Letras       | Música       | Duración |  |
| 1.                 | «S-CONSCIOUS»                                                              | Gackt        | Mana         | 2:27     |  |
| 2.                 | «Madrigal»                                                                 | Gackt        | Közi         |          |  |
| 3.                 | «古のルーマニア (Inishie no RUMANIA)»                                      |              | Malice Mizer |          |  |
| 4.                 | «N.p.s N.g.s»                                                              | Gackt        | Mana         |          |  |
| 5.                 | «-Mana-»                                                                   |              |              |          |  |
| 6.                 | «-Közi-»                                                                   | Közi         | Közi         |          |  |
| 7.                 | «Bois de merveilles (I)»                                                   | Gackt        | Malice Mizer |          |  |
| 8.                 | «-Yu~ki-»                                                                  |              |              |          |  |
| 9.                 | «-Kami-»                                                                   |              | Gackt        |          |  |
| 10.                | «Bois de merveilles (II)»                                                  | Gackt        | Malice Mizer |          |  |
| 11.                | «ma chérie～愛しい君へ～ (ma chérie ~itoshii kimi e~»                      | Malice Mizer | Mana         |          |  |
| 12.                | «ヴェル・エール～空白の瞬間の中で～ (Bel Air ~kuuhaku no toki no naka de~» | Gackt        | Mana         |          |  |
| 13.                | «-Gackt-»                                                                  |              | Chopin       |          |  |
| 14.                | «au revoir PV» (Versión especial para Televisión)                          | Gackt        | Mana         | 4:51     |  |
| 28:30              |                                                                            |              |              |          |  |